# Döbra (Oßling)
Döbra (obersorbisch Debricyⓘ) ist ein Dorf im Landkreis Bautzen in Sachsen. Es zählt zur Oberlausitz und ist seit dem 1. Januar 1994 ein Ortsteil der Gemeinde Oßling.

## Lage
Das oberlausitzische Dorf Döbra liegt an der Schwarzen Elster in der Nähe des Teichgebietes Biehla-Weißig. Die nächstgelegenen größeren Städte Kamenz und Hoyerswerda sind neun beziehungsweise zwölf Kilometer entfernt. Nachbarorte sind Skaska im Norden, Trado im Osten und Milstrich im Südwesten.
Döbra liegt an der Staatsstraße 92 zwischen Bernsdorf und Rosenthal. Die Anbindung an den öffentlichen Personennahverkehr erfolgt über die Buslinie 534.

## Geschichte
Döbra wurde 1374 als Dobyr erstmals urkundlich erwähnt. Die Siedlungsgeschichte Döbras kann man jedoch durch Funde von Siedlungs- und Grabresten bis in die Jungsteinzeit zurückverfolgen. Der Ortsname lässt sich vom sorbischen dobry ‚Tal‘ oder debr ‚gut‘ ableiten und geht auf die Lage des Dorfes in einer Talsenke an der Schwarzen Elster zurück. Das Straßenangerdorf war im Mittelalter Rittersitz. Im Jahr 1777 wird der Ort als Vorwerk des Rittergutes Skaska bezeichnet, 1834 wird der Ort wieder als eigenständiges Rittergut genannt. 1875 wurde der Ort als Döbra bei Kamenz erstmals unter seinem heutigen Namen genannt.
Am 1. Januar 1969 fusionierte die Gemeinde Döbra mit Skaska und Trado zu der neuen Gemeinde Skaska-Döbra. Diese wurde im Zuge einer Gemeindegebietsreform am 1. Januar 1994 aufgelöst, Döbra ist seitdem Ortsteil der Gemeinde Oßling.

## Bevölkerung und Sprache
Die Bevölkerung Döbras setzte sich im Jahr 1777 aus vier besessenen Mann sowie fünf Gärtner- und zehn Häuslerfamilien zusammen. Ein Gehöft lag wüst. 1834 hatte der Ort 157 Einwohner, diese Zahl stieg bis 1910 auf 214 Einwohner an. In den folgenden Jahren blieb die Einwohnerzahl weitgehend konstant. Nach dem Ende des Zweiten Weltkrieges stieg die Bevölkerungszahl bedingt durch Flüchtlinge aus den deutschen Ostgebieten auf 281 an, seitdem sinkt die Zahl kontinuierlich. Der größte Teil der Einwohner von Döbra sind evangelisch-lutherischer Konfession.
Ursprünglich gehörte Döbra zum obersorbischen Sprachgebiet. In der Statistik über die sorbische Bevölkerung in der Lausitz ermittelte Arnošt Muka im Jahr 1884 eine Einwohnerzahl von 162, von diesen waren 133 Sorben (82 %). Ernst Tschernik zählte 1956 unter 271 Einwohnern nur noch 44 Sorben (21 %), inzwischen ist das Sorbische aus dem Alltagssprachgebrauch verschwunden.